# 奥利维·阿雅什·维达尔
奥利维·阿雅什·维达尔（Olivier Ayache-Vidal "IPA: ɔ.li.vje a.jaʃ vi.dal"，1969年12月27日—）是一位法国导演及编剧。 

## 简历
在结束社会学科的学业之后，奥利维·阿雅什·维达尔首先在一个广告公司担任创意人员。由于对人类关系、社会及现象尤其感兴趣，他从1992年开始影像工作并成为摄影记者。他曾为联合国教科文组织工作，并在五年内，被Gamma摄影社派遣到约15个国家从事摄影工作。
1997年，他开始撰写自己的第一部漫画作品剧本，并实现了Fox One (Dargaud)一书。后作品被翻译成五国语言，销往全世界。
2002年，他开始电影生涯。他的第一部作品Undercover是一部七分钟短片，混杂了电影和戏剧形式，获得多个国际电影节奖项。后与演员Omar Sy拍摄作品《Coming-out》，剧本改编自戏剧Omar et Fred。2006年，他拍摄了短片《我最后的角色》，由法国著名演员Patrick Chesnais主演。这部黑色喜剧后来亦引起反响，在多个电影节获得奖项。2007年，他用六个月的时间拍摄了一部纪录片《白马旅馆》，关注被政府安置在条件糟糕的旅馆中生活的困难家庭。2008年，他出发到中国，改编并导演了他的第一部芭蕾/杂技戏剧作品：《胡桃夹子》。这个“中国制造”的版本由法国戏剧公司Gruber Ballet Opéra出品，会集了39名中国艺术家，从2009年开始，在世界范围内做一年一次的巡回。

## 电影作品列表

### 导演
- 2008 : 白马旅馆
- 2007 : Selected Shorts #5: Comedy Shorts (V)
- 2006 : 我最后的角色
- 2005 : Coming-out
- 2002 : Undercover

### 编剧
- 2008 : 白马旅馆
- 2007 : Les Gagnants
- 2006 : 我最后的角色
- 2005 : Coming-out
- 2002 : Undercover

## 戏剧
- 2009 : 《胡桃夹子·中国制造》

## 漫画

### 编剧
- 2001 : Fox One (Dargaud)

## 提名及获奖
- 2007 : 获奖 Cracow Students Jury Award - Cracow Film Festival - 我最后的角色
- 2002 : 提名 First Prize (Short Films) - Montréal World Film Festival - Undercover
- 2002 : 提名 Golden Bayard - Namur International Festival of French-Speaking Film - Undercover